# Pseudosphromenus
Pseudosphromenus je rod labyrintních paprskoploutvých ryb z čeledi guramovití (Osphronemidae). V češtině se pro tento rod používá nejednoznačné jméno rájovec.

## Taxonomie
Typovým druhem rodu je Polyacanthus cupanus Cuvier, 1831. Známy jsou dva druhy:
- Pseudosphromenus cupanus (Cuvier, 1831) – rájovec ostroocasý
- Pseudosphromenus dayi (Eigemann, 1909) – rájovec červenoocasý

Někdy je Pseudosphromenus dayi považován za pouhý poddruh Pseudosphromenus cupanus dayi.